# Slag bij Kirchholm
De Slag bij Kirchholm (27 september 1605) bij Kirchholm, nu Salaspils was een van de belangrijkste slagen in Pools-Zweedse Oorlog (1600-1611). De slag werd beslist in 20 minuten door de verwoestende charge van de cavalerie van Polen-Litouwen, de Gevleugelde Huzaren. De slag eindigde in een beslissende overwinning voor Polen-Litouwen, en wordt herinnerd als de grootste triomf ooit van de Pools-Litouwse cavalerie.